# Старотитаровскаја
Старотитаровскаја (рус. Старотитаровская) насељено је место руралног типа (станица) на југозападу европског дела Руске Федерације. Налази се у западном делу Краснодарске покрајине и административно припада њеном Темрјучком рејону.
Према подацима националне статистичке службе РФ за 2017, станица је имала 12.892 становника и једно је од највећих сеоских насеља у Русији.

## Географија
Станица Старотитаровскаја се налази у западном делу Краснодарске покрајине, у централном делу Таманског полуострва између Ахтанизовског лимана на северу и Кизилташког лимана на југу. Источни део насеља лежи на западној обали мањег Старотитаровског лимана. Највећи део насеља је на надморској висини од свега 4 метра. Насеље је свега десетак километара удаљено од обала Азовског мора на северу, Таманског залива на западу и Црног мора на југу.
Село се налази на око 20 км југозападно од града Темрјука, административног центра рејона, те на око 150 км западно од Краснодара, покрајинске престонице. Кроз насеље пролазе значајни друмски и железнички правци који унутрашњост повезују са луком Порт Кавказ и са Кримским мостом.

## Историја
Године 1794. основано је насеље Титаровско као једна од првих 40 козачких насеобина на Кубању. Након што је 1810. на подручју данашњег Динског рејона основана станица Новотитаровскаја, насеље Титаровска мења име и постаје Старотитаровскаја. Године 1848. добија садашњи назив и административни статус станице.

## Демографија
Према подацима са пописа становништва 2010. у селу је живело 12.164 становника, док је према проценама за 2017. број становника порастао на 12.892 житеља.
| 1959. | 1979.  | 2002.  | 2010.  | 2017.  |
| ----- | ------ | ------ | ------ | ------ |
| 9.776 | 11.424 | 12.193 | 12.164 | 12.892 |